# Sawthis
I Sawthis sono una band thrash metal italiana formata nel 2000, precedentemente conosciuta con il nome Sothis.

## Storia
Nati con il nome di Sothis,sono costretti a cambiarlo nel 2009 in seguito ad un'azione legale nei loro confronti da parte della band black metal statunitense Sothis.
La band registra due demo "The Seven Lies" nel 2001 ed "Instinct" nel 2002 e sigla un accordo con la Temple Of Noise Records per la pubblicazione del debut album "Fusion" nel 2006. Dopo il cambio di nome, la band viene messa sotto contratto dalla Scarlet Records per la pubblicazione nel 2010 del secondo full-length "Egod". Nel 2013 viene pubblicato per la Bakerteam Records il terzo album “Youniverse” che vede tra gli ospiti il chitarrista dei Death Angel, Rob Cavestany Nel 2014 band annuncia un nuovo tour Europeo di supporto ai Deicide.
Dopo la firma con la label danese Mighty Music, la band pubblicherà nel 2017 il quarto album Babhell.

## Formazione

### Formazione attuale
- Alessandro Falà - voce[8]
- Adriano Quaranta - chitarra
- Marco Di Carlo - chitarra
- Michele Melchiorre - batteria e voce
- Gaetano Ettorre - basso [9]

### Ex componenti
- Janos Murri - chitarra (2013-2016)
- Devis Ercole - chitarra (2000-2011)
- Franco Topitti - voce (2000-2008)
- Fabrizio Carota - basso (2001-2002)
- Danilo Cantarini - basso (2002-2005)

## Discografia
Album in studio
- 2006 - Fusion
- 2010 - Egod
- 2013 - Youniverse
- 2017 - Babhell

Demo
- 2001 - The Seven Lies
- 2002 - Instinct

Videoclip
- 2007 - Beyond The Bound
- 2011 - Act Of Sorrow
- 2014 - The Crowded Room
- 2017 - The Burning Place[10]
- 2017 - Start A New Game[11]
- 2017 - This String Is For Your Neck[12]